# Église Saint-Pierre-Saint-Paul de Solre-le-Château
Pour les articles homonymes, voir Église Saint-Pierre-et-Saint-Paul.
L'église Saint-Pierre est une église catholique située à Solre-le-Château, en France.

## Localisation
L'église est située dans le département français du Nord, sur la commune de Solre-le-Château.

## Historique
Construite au XVe siècle en pierre bleue du pays, elle fut remaniée au XVIIe siècle.
Ses vitraux datent de 1531.
L'édifice est classé au titre des monuments historiques en 1932.

## Galerie

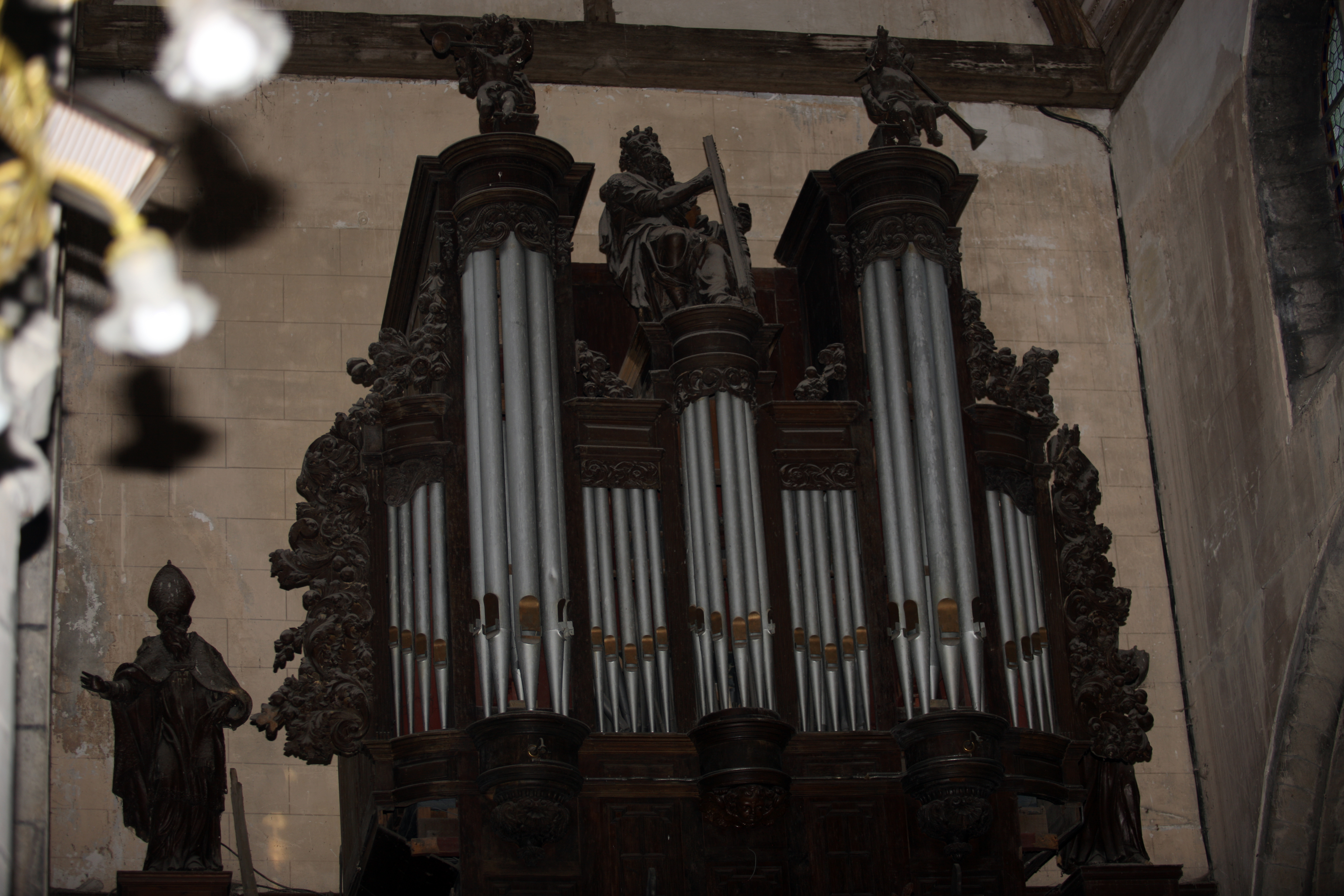
Buffet d'orgues
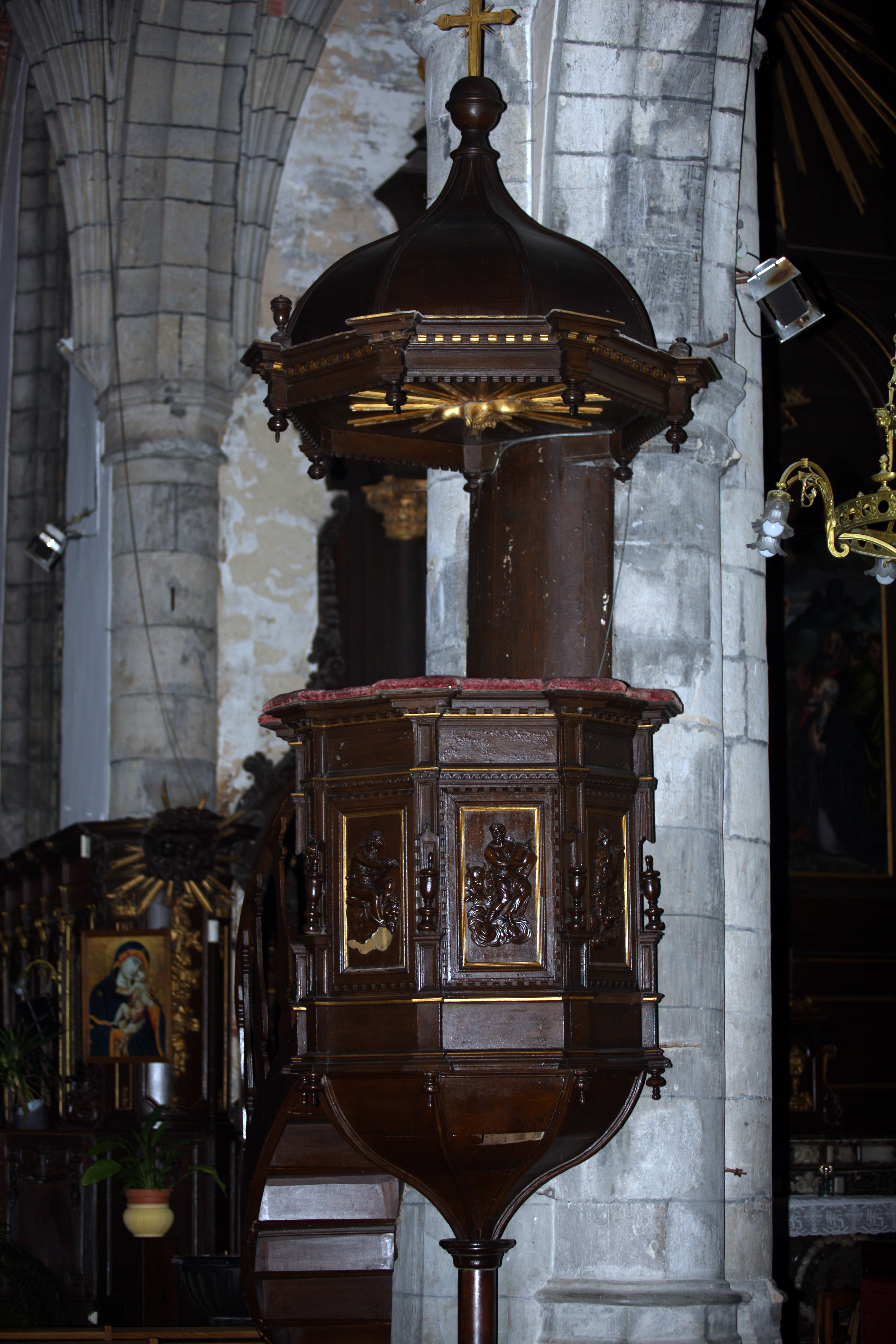
La Chaire
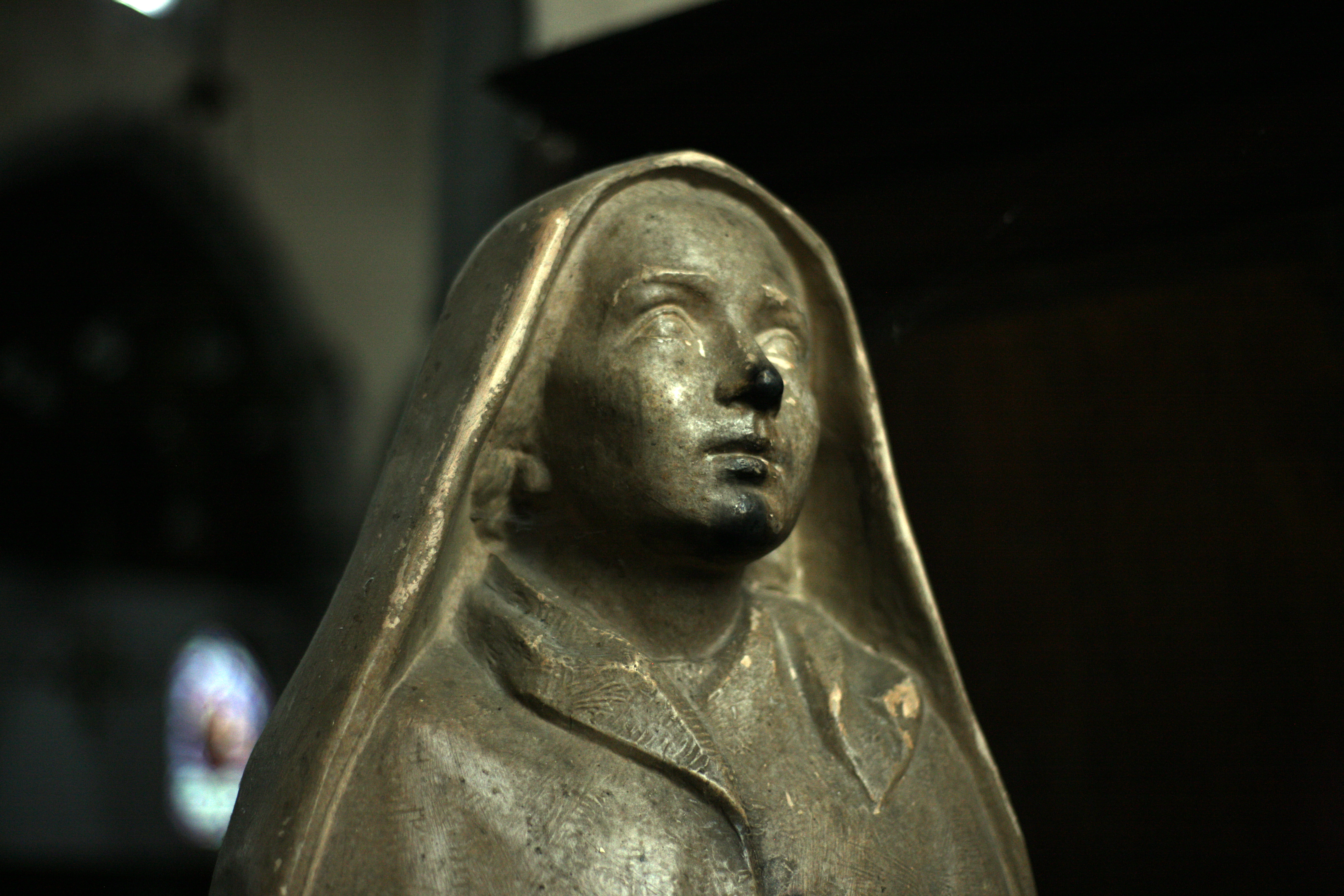
Statuaire
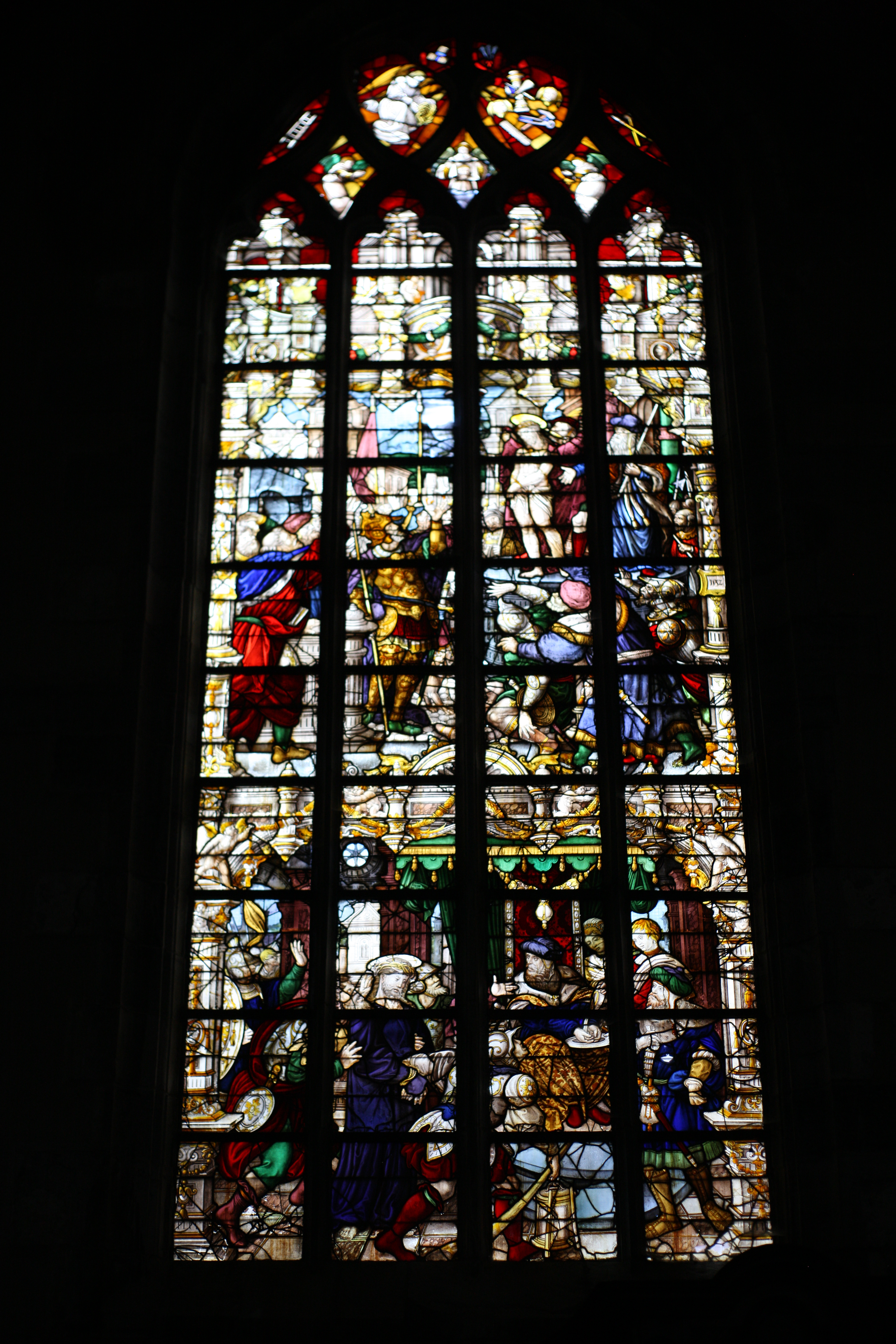
Vitrail
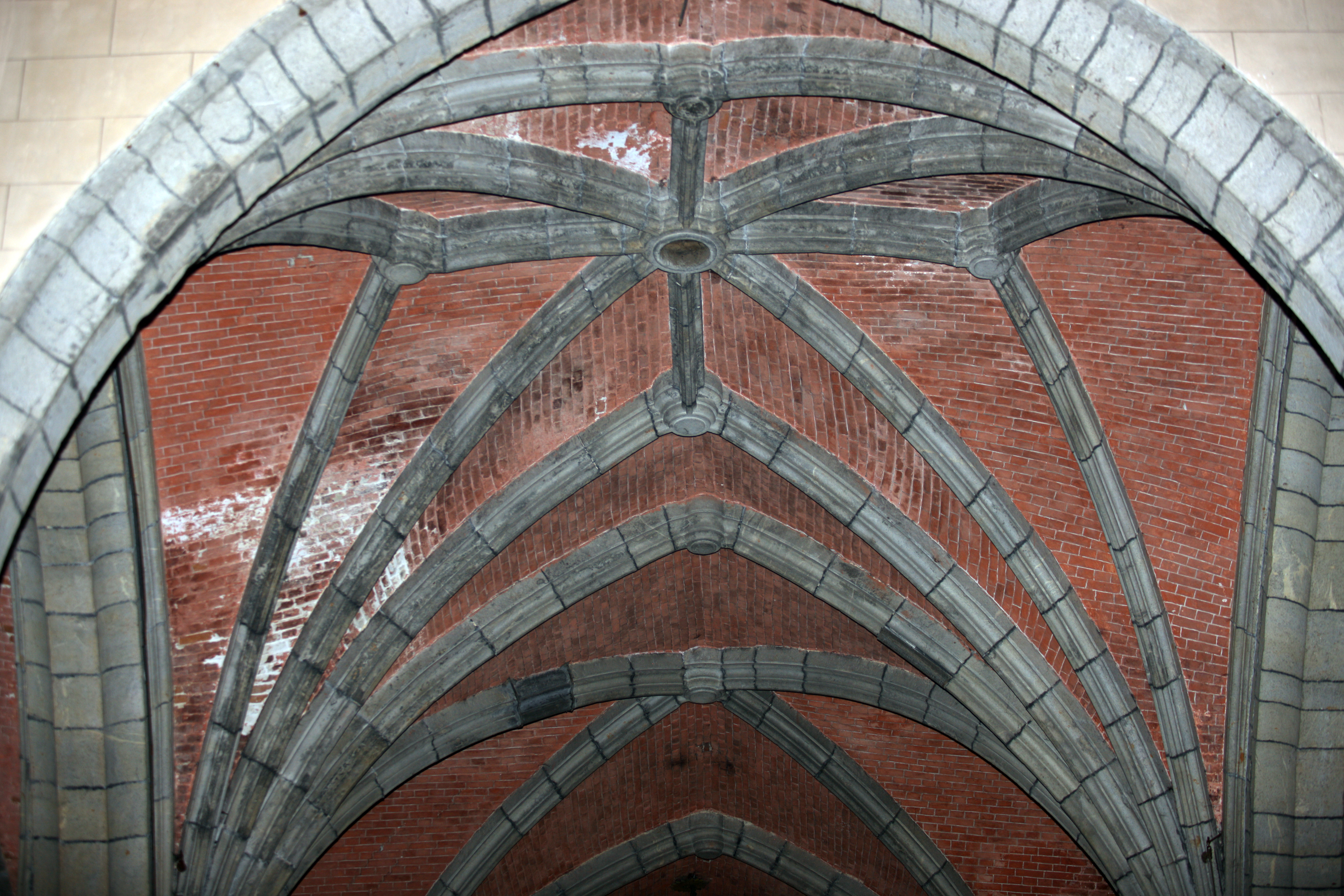
Croisée d'ogives
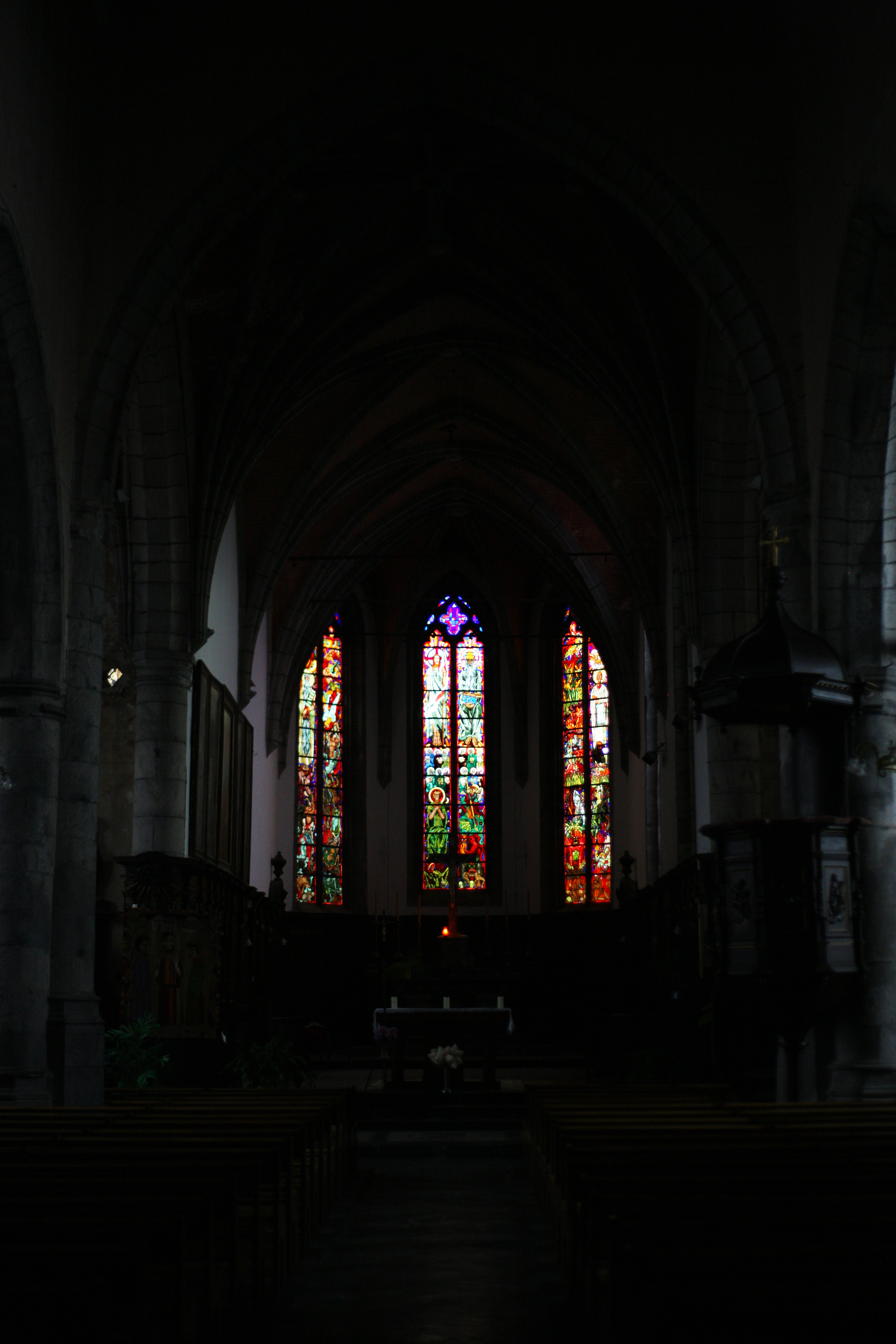
Le Chœur